# Fran Vázquez
Francisco „Fran“ Vázquez González (* 1. Mai 1983 in Chantada, Provinz Lugo) ist ein ehemaliger spanischer Basketballspieler. Er spielte insgesamt 19 Jahre lang in der spanischen Liga ACB.

## Laufbahn

### Vereinskarriere
Fran Vázquez, der in Chantada zunächst Fußball gespielt hatte, begann seine Profilaufbahn bei Unicaja Málaga, wo er in der Saison 2001/02 in der zweiten Mannschaft spielte. Am 24. Februar 2002 feierte er gegen CB Granada sein Ligadebüt in der ersten Mannschaft. Im Frühjahr 2003 wurde er für die Playoffspiele an den Zweitdivisionär Bilbao Basket verliehen, auch in der darauffolgenden Saison 2003/04 spielte Fran Vázquez auf Leihbasis, diesmal für Auna Gran Canaria. In der Spielzeit 2004/05 gelang ihm der Durchbruch bei Unicaja, er wurde zum Stammspieler und gewann mit den Andalusiern auch den Pokal durch ein 80:76 im Finale gegen Real Madrid.
Im NBA Draft 2005 wählten ihn die Orlando Magic an der elften Stelle der ersten Runde aus, zu diesem Zeitpunkt war er damit nach Pau Gasol derjenige Spanier mit dem besten Draft-Ergebnis. Überraschend entschloss sich Fran Vázquez jedoch gegen einen Wechsel in die NBA und ging stattdessen zu Akasvayu Girona. Nach nur einer Saison wechselte er zum FC Barcelona. Mit diesem gelangen ihm zahlreiche Erfolge, so gewann er 2007 und 2010 erneut den Pokal, den Meistertitel 2009 sowie die EuroLeague 2009/10. Am 7. Januar 2007 stellte Vázquez im Spiel gegen CB Valladolid mit 12 Blocks einen Ligarekord auf, zudem gelang ihm in dieser Begegnung als sechster Spieler in der Ligageschichte durch seine 11 Punkte und 10 Rebounds ein Triple-double. Dass er ein hervorragender Shotblocker war, zeigte sich auch daran, dass er sich in der ewige Bestenliste der EuroLeague an die Spitze setzte (249 in 254 zum Zeitpunkt seines Karriereendes).
Im Sommer 2012 verließ er den FC Barcelona und kehrte zu Unicaja Málaga zurück, wo er einen bis 2014 laufenden Vertrag unterzeichnete. Am 17. April 2016 wurde er der beste Shotblocker in der Geschichte der Liga ACB und überholte Fernando Romay. Am Ende seiner Laufbahn hatte Vázquez 672 geblockte Würfe in der Liga ACB auf dem Konto. Er stellte mit 12 Blocks in einem Spiel eine weitere ACB-Bestmarke auf. Im Juli 2016 wechselte er zu CB 1939 Canarias. Dort blieb er zwei Jahre, gefolgt von zwei weiteren Jahren in Saragossa. Im Mai 2020 gab er das Ende seiner Spielerlaufbahn bekannt.

### Nationalmannschaft
Fran Vázquez, der schon als Junior mit Spanien die Silbermedaille bei U20-Europameisterschaft 2002 gewann, feierte am 27. August 2005 sein Debüt in der A-Nationalmannschaft. Er war zudem Teil des Kaders bei der Basketball-Europameisterschaft 2005 sowie bei der Basketball-Weltmeisterschaft 2010. Vázquez kam auf 41 A-Länderspiele, bei den Ausscheidungsspielen für die WM 2019 war er Spielführer der spanischen Mannschaft.

## Erfolge

### Verein
- Unicaja Málaga
  - 2005: Spanischer Pokal
- FC Barcelona
  - 2007: Spanischer Pokal
  - 2009, 2011, 2012: Spanische Meisterschaft
  - 2010, 2011: Spanischer Pokal
  - 2010: EuroLeague

### Persönliche Ehrungen
- Bester Spieler des spanischen Pokals 2010

### Nationalmannschaft
- U20-Europameisterschaft 2002: Silber